# إلمار غيرسون
إلمار غيرسون هو لاعب كرة قدم آيسلندي في مركز الوسط، ولد في 25 يوليو 1948 في ريكيافيك في آيسلندا. شارك مع منتخب آيسلندا لكرة القدم. أما مع النوادي، فقد لعب مع ناتسبيرنوفلاغ أكوريرار.

## وصلات خارجية
- إلمار غيرسون على موقع قاعدة بيانات كرة القدم.إي يو (الإنجليزية)
- إلمار غيرسون على موقع عالم كرة القدم.نت (الإنجليزية)